# دیوید دورفمن
دیوید دورفمن (به انگلیسی: David Dorfman) (زاده ۷ فوریه ۱۹۹۳) بازیگر آمریکایی است.
از فیلم‌های معروف او می‌توان به بازی در فیلم دریل‌بیت تیلور، گزاف‌گویی، کارآگاه آوازخوان و وحشت اشاره کرد.